# Lukova
Lukova (albanisch Lukovë; griechisch Λούκοβο Loúkovo) ist ein Dorf an der Albanischen Riviera im Süden Albaniens. Der Ort befindet sich an den Hängen des Ceraunischen Gebirges hoch über dem Ionischen Meer.
Lukova wird von der Nationalstraße SH8 erschlossen – nach Himara im Norden sind es 30 Kilometer, nach Saranda im Süden 20 Kilometer. Das Dorf liegt auf einer Meereshöhe zwischen 130 und 300 Meter, sein historischer Kern auf einer Geländeterrasse unterhalb der Hauptstraße. Die Landschaft rund um das Dorf wurde während des Kommunismus großflächig terrassiert und mit Zitrus- und Olivenbäumen bepflanzt. Ab einer Höhe von rund 400 Meter über Meer gibt es mehrheitlich waldfreie Grasflächen. Oberhalb des Dorfes erhebt sich der Berg Mali i Lavanit (954 m ü. A.).
In der Gegend wurden diverse antike Reste gefunden, darunter mehrere Befestigungsanlagen illyrischen, hellenischen und römischen Ursprungs. Die Kirche Shën e Premte aus dem 17. oder 18. Jahrhundert ist in sehr baufälligem Zustand. Der alte Ortskern verfügt noch über viel historische Bausubstanz: Wohnhäuser aus Stein und gepflasterte Gassen prägen das Bild.

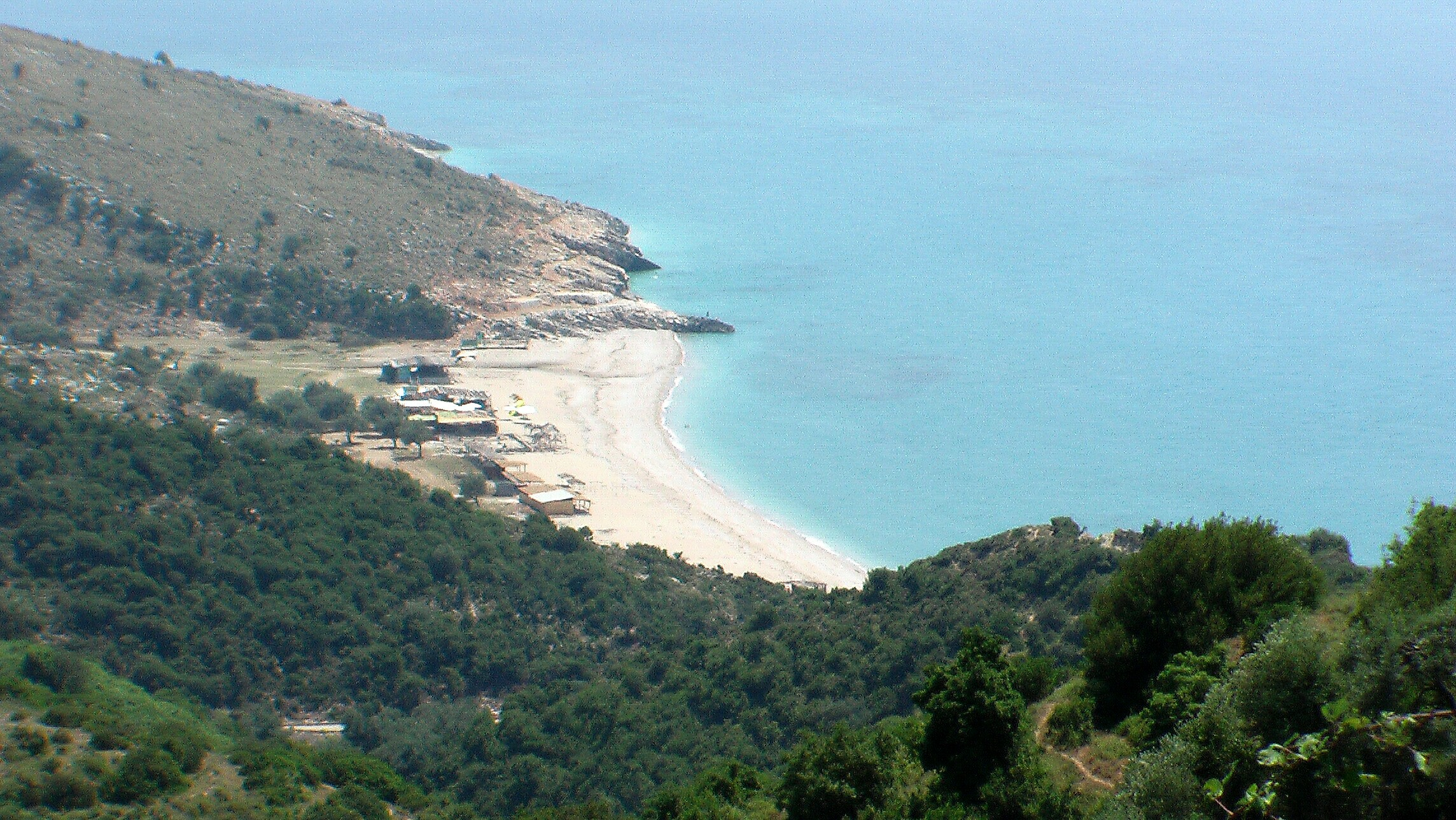
Strand bei Lukova

Da das Dorf hoch über dem Meer liegt, ist der Tourismus nur schwach entwickelt. In den letzten Jahren entstanden aber einige wenige Hotelbauten. Einfache Straßen und Wege führen zu den fast unberührten Stränden Lapardha, Lumra und Shpella.
Die Bewohner des Dorfes leben hauptsächlich von Landwirtschaft und Viehhaltung. Viele Bewohner sind abgewandert, insbesondere die Jungen suchten in Griechenland oder Italien Arbeit. Die Mittelschule war mangels Schülern vorübergehend geschlossen.
Seit 2015 ist Lukova eine Njësia administrative innerhalb der Bashkia Himara mit 2578 Einwohnern (Volkszählung 2023). Zuvor war Lukova Hauptort einer Gemeinde, die noch die umliegenden Dörfer Çorraj, Borsh, Piqeras, Shënvasil, Fterra, Qazim Pali, Nivica und Sasaj umfasste. Sie hatte 2011 noch 2916 Einwohner. Die komuna wurde zusammen mit Horë-Vranisht im Landesinneren in die Gemeinde (bashkia) von Himara eingegliedert.